# Cristispira
Cristispira es un género de grandes y gruesas espiroquetas (0,5-3 μm X 30-180 μm) que colonizan el estilo cristalino de moluscos,principalmente de bivalvos como ostras,almejas y modiolas.
Las especies de este género se clasifican sobre la base de sus hospedadores y se caracterizan porque no se han descubierto en este género especies cuya interacción con sus hospedadores sea de tipo patógeno a diferencia de otras espiroquetas, sino que viven como comensales en el aparato digestivo de estos.
Morfológicamente se distinguen de otras espiroquetas en que poseen en sus células una estructura que recorre a la célula formada por cientos de endoflagelos, y que adquiere forma de cresta llamada "crista".
La crista puede ser visualizada con microscopía de campo claro,oscuro y con microscopía electrónica
El microscopio electrónico de transmisión muestra que la crista consiste en un maraña densamente empaquetada de numerosos filamentos axiales que se encuentran entre el cilindro protoplásmico y la membrana externa
Las cristispiras son anaerobias facultativas y su temperatura óptima de crecimiento se estima sobre los 15 Cº.